# Beneden-Merwede
De Beneden-Merwede is een getijrivier in de Nederlandse provincie Zuid-Holland. Het vormt de historische benedenloop van de rivier de Merwede. Het traject begint bij Boven-Hardinxveld, waar de Boven-Merwede zich verdeelt in een zuidelijke tak, de Nieuwe Merwede, en een  noordelijke tak, de Beneden-Merwede. Bij Dordrecht splitst de Beneden-Merwede zich in de Noord (naar rechts) en de Oude Maas (naar links). Zelfs na de Deltawerken, waarbij de getijdeninvloed op de delta van de Rijn en Maas flink werd verminderd, heeft de Beneden-Merwede nog altijd een (behoorlijk) getijverschil van maximaal 80 cm behouden. De totale lengte van de Beneden-Merwede bedraagt 14.8 kilometer. De rivier vormt een belangrijk onderdeel in de vaarroute tussen Rotterdam en Duitsland.
De Beneden-Merwede is geschikt voor scheepvaart CEMT-klasse VIc. De maximaal toegestane afmetingen zijn 200 × 23,5 meter.

## Oeververbindingen
Er is een verkeersbrug voor de N3 bij Papendrecht, en de Baanhoekbrug, een eensporige spoorbrug met een (brom)fietspad aan de oostzijde van de brug.

## Bruggen
- De Merwedebrug heeft een doorvaart met een basculebrug van 30 meter breed, en een gesloten hoogte van NAP +9,84 meter. De andere doorvaart is een vaste overspanning van 193 meter breed, en een doorvaarthoogte van 12,9 meter.[3]
- De Baanhoekspoorbrug heeft een doorvaart met een basculebrug van 30 meter breed, en een gesloten hoogte van NAP +11,53 meter. De andere doorvaarten zijn twee vaste overspanningen van 75 meter breed, en een doorvaarthoogte van NAP +12,58 meter.[4] Noot: Parallelle fietsbrug is gekoppeld aan de hoofdbrug.